# Egerbocs
Egerbocs es un pueblo ubicado en el distrito de Eger, en el condado de Heves, Hungría.

## Superficie
Posee una superficie de 15,95 kilómetros cuadrados.

## Demografía
Hasta 2019 la población era de 529 habitantes, con una densidad de población de 33,17 habitantes por kilómetro cuadrado.